# Nibstrup
Nibstrup er en mindre hovedgård i Brønderslev Sogn.

## Ejere
- 1454 – ca. Axel Lagesen
- 1470 Movrids Nielsen (Gyldenstierne)
- 1503 – ca. Anna Movridsdatter
- 1545 Movrids Olsen Krognos
- 1550 Eline Mogensdatter Gøye
- Jens Markorsen (Rodsteen)
- 1590 – ca. Knud Olufsen Brockenhuus
- 1604 Erik Mogensen Kaas
- Mogens Eriksen Kaas
- 1609 – ca. Christoffer Lunov
- 1624 Magdalene Ahlefeldt
- 1635 – ca. Mogens Eriksen Kaas
- Johanne Kaas
- 1684 Johan Urne
- 1699 Hans Wolf v. Mühlheim og Axel Jørgensen Arenfeldt
- 1701-06 Axel Jørgensen Arenfeldt
- 1706 Peder Nikolaj Motzfeldt
- 1718 Jesper de Jespersen
- 1744 Claus Edvard Ermandinger
- 1751 Laurs Sørensen Møller
- 1758 Andreas Holgersen Skeel
- 1770 Peder Sørensen Thorup
- 1771 Anne Jørgensdatter
- 1776 Søren Pedersen Thorup
- 1791 Carsten Werchmester Lassen
- 1822 Ide Helvike Birgitte Mollerup
- 1830 Bertel Friis Thorbjørn Riber
- 1836 Carl Christian von Støcken
- 1856 Geert Geelmuyden
- 1863 Carl Christian von Støcken
- 1873 Hans Peter Høyer
- 1892 Johan Martin Chr. Ankerstjerne
- 1907 Peder Chr. Rask
- 1909 A. og C. Andersen
- 1910 Mikkel Mikkelsen
- 1919 Laurids Jensen og Christen Jensen
- 1920 Jens Jensen
- 1927 Laurids Jensen
- 1933 Aalborg Bys og Omegns Sparekasse
- 1933 Jacob Chr. Jensen
- 1934 Otto Pedersen [1]